# 莫里爾 (明尼蘇達州)
莫里爾（英語：Morrill）是位於美國明尼蘇達州莫里森縣莫里爾鎮區的一個非建制地區，得名自縣政府專員阿什比·C·莫里爾（Ashby C. Morrill）。。

## 地理
莫里爾所處的海拔為高於海平面399米（即1309英呎），而該地所採用的時區為UTC-6，即北美中部時區（CST）。同時該地設有夏令時間，為UTC-6調快一小時，即UTC-5（CDT）。